# مركز المصالحة الروسي في سوريا
مركز المصالحة الروسي في سوريا أو المركز الروسي للمصالحة بين الأطراف المتنازعة في الجمهورية العربية السورية، الذي أسس يوم 23 فبراير 2016، يذكر أنه «مركز لرصد السلام ومكتب للإعلام» يتمثل هدفه المعلن في التعجيل بمفاوضات السلام بين الجمهورية العربية السورية وجماعات المعارضة. وهي مؤسسة تركية-روسية مشتركة تأسست بالاتفاق مع التحالف الذي تقوده الولايات المتحدة، ويقع مقرها الرئيسي في قاعدة حميميم الجوية، اللاذقية، سوريا. كما تم تكليفها بمهمة تنسيق المهام الإنسانية وتنظيم المحليات للتوقيع على اتفاقيات لوقف إطلاق النار.
في مايو 2017، تمكن مركز المصالحة من إيصال 4.7 أطنان من المعونة الإنسانية في 10 بعثات في غضون 24 ساعة.
وأبلغ مركز المصالحة الروسي أيضا عن ما يسمى «كتائب الفيديو» التي تقوم بتصوير مسرحي لمشاهد مختلقة بعد الضربات الجوية، والقصف، والحوادث التي تنطوي على أسلحة كيميائية. وادعت أيضا أن «الخبراء الاستشاريين» لهذه الكتائب كانوا معروفين لدى السكان المحليين بوصفهم مصورين للجزيرة. ونفت قناة الجزيرة ادعاءات مماثلة.